# Турецьке містечко
Турецьке селище, Турецьке містечко, Кадетський Гай — місцевість Києва, житловий масив у Солом'янському районі, розташований уздовж вулиць Івана Пулюя та Кадетський гай.
Масив розташований поблизу Міжнародного аеропорту «Київ» («Жуляни»).
Забудований групою з 11-и 10-16 поверхових будинків упродовж 1993—1994 років (заселений 1995 року) для колишніх військовослужбовців групи радянських військ у Німеччині. Офіційної назви не має, дана назва має стихійне народне походження (масив будували турецькі робітники, як і діловий центр «Поділ-Плаза» на вулиці Григорія Сковороди).
Прилягає до місцевості Чоколівка, з якою сполучається вулицею Федора Ернста. 1995 року до мікрорайону прокладено нову тролейбусну лінію.